# Vollverdrängungspfahl
Vollverdrängungspfähle sind Pfähle, ein wesentliches Bauelement der Pfahlgründung, die unter Verdrängung des Bodens in den Untergrund eingebracht werden. Sie sind in der Bauausführung des Tiefbaus üblich.
Hierzu zählt z. B. der duktile Rammpfahl. Mit einem Durchmesser von ca. 17 cm trägt ein Pfahl etwa 800–1000 kN. 
Der Pfahl besteht aus kurzen Stücken, die mit einer Ramme auch an unzugänglichen Stellen in jeder Gesamtlänge eingeschlagen werden können. Das erste Pfahlstück hat eine Spitze, das nächste Pfahlstück wird auf eine Konstruktion am Ende des ersten Stückes aufgesetzt. Zugbelastungen sind daher nicht möglich.
Die Lastaufnahme erfolgt z. B. durch Stahlbleche, die in die Bodenplatte einbetoniert werden.